# 亀井崇雄
亀井 崇雄（かめい たかお、1975年11月22日 - ）は、東京都出身の日本の実業家。三省堂書店専務取締役を経て、同社代表取締役社長。
2010年に専務取締役に就任後、BookLiveと三省堂書店の協業をはじめとした新規事業を担当し、2020年代表取締役社長に着任。代表取締役会長亀井忠雄の長男。

## 経歴
- 1999年 3月 - 明治学院大学国際学部卒業
- 1999年 4月 - 株式会社シー・エス・エスにシステムエンジニアとして入社
- 2005年10月 - 三省堂書店入社
- 2010年11月 - 専務取締役
- 2020年11月 - 代表取締役社長[1]